# Timmy Trumpet
Timothy Jude Smith (Sydney, 9 juni 1982), beter bekend als Timmy Trumpet, is een Australisch dj en producer.
Smith begon zijn carrière als trompetspeler. Later zette hij hier een melodie onder. In 2014 brak hij internationaal door met het nummer Freaks in samenwerking met de Nieuw-Zeelandse rapper Savage.

## Discografie

### Singles
| Single met hitnotering(en) in de Vlaamse Ultratop 50 | Datum van verschijnen | Datum van binnenkomst | Hoogste positie | Aantal weken | Opmerkingen |
| ---------------------------------------------------- | --------------------- | --------------------- | --------------- | ------------ | ----------- |
| Freaks                                               | 2014                  | 31-01-2015            | 12              | 14           | met Savage  |

Ook heeft hij met Sub Zero Project een nummer uitgebracht genaamd The Race. 
- MusicBrainz: 07aceecf-0fa2-4d51-865f-273313cba931
- Virtual International Authority File: 316454577